# 5740 Toutoumi
5740 Toutoumi este un asteroid din centura principală de asteroizi.

## Descriere
5740 Toutoumi este un asteroid din centura principală de asteroizi. A fost descoperit pe 29 noiembrie 1989 la Gekko de Yoshiaki Ōshima. El prezintă o orbită caracterizată de o semiaxă mare de 2,63 ua, o excentricitate de 0,19 și o înclinație de 13,5° în raport cu ecliptica.